# Kościół Wniebowzięcia Najświętszej Maryi Panny w Maciejowicach
Kościół Wniebowzięcia Najświętszej Maryi Panny w Maciejowicach – rzymskokatolicki kościół parafialny należący do dekanatu Łaskarzew diecezji siedleckiej.
Świątynia została wzniesiona w latach 1772-1780. Następnie została spalona w 1819 roku. Po pożarze Ignacy Potocki, dzięki funduszom zostawionym przez księdza Józefa Bryndzyńskiego, rozpoczął budowę nowego murowanego kościoła, która w 1821 roku została zakończona przez Ignacego Zamoyskiego. Wkrótce okazało się, że kościół jest za mały. Dlatego też, dzięki staraniom księdza Józefa Okińskiego budowla została w 1881 roku znacznie rozbudowana według projektu Leandra Marconiego. W 1939 roku świątynia została konsekrowana przez biskupa pomocniczego siedleckiego Czesława Sokołowskiego. W dniu 21 września 2014 roku biskup siedlecki Kazimierz Gurda konsekrował w kościele ołtarz główny.

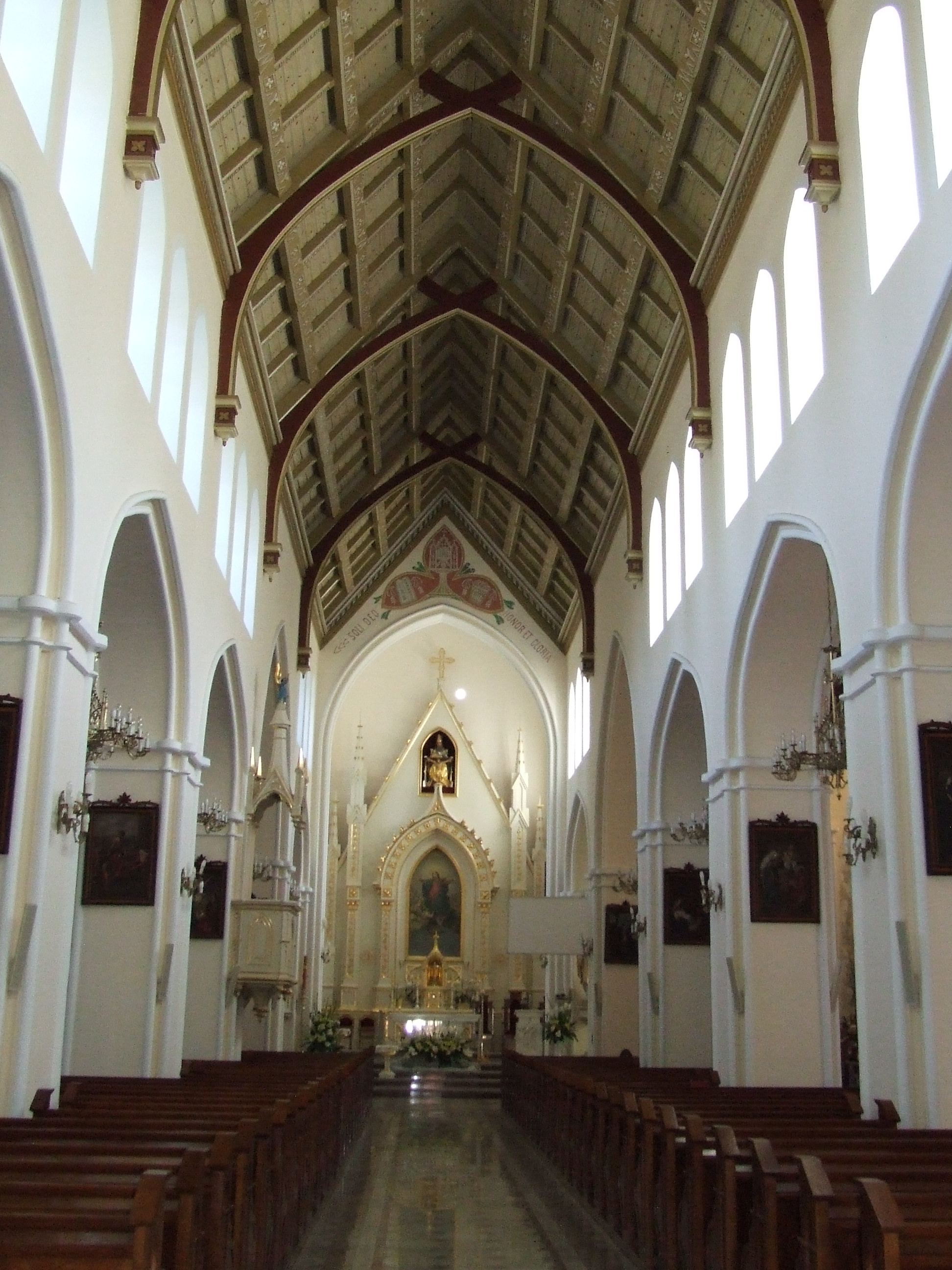
Wnętrze kościoła

Kościół reprezentuje styl neogotycki. W świątyni jest umieszczony obraz Najświętszej Matki Bolesnej Nieustającej Pomocy namalowany w Rzymie i ofiarowany w 1901 roku przez hrabinę Celinę Zamoyską. Ołtarz trzeci jest zamknięty piękną kratą żelazną ofiarowaną przez hrabiego Stanisława Zamoyskiego w 1901 roku. W kościele można zobaczyć także tablice pośmiertne hrabiego Stanisława Kostki Zamoyskiego i hrabiny Róży z Potockich Zamoyskich, liczące ponad 100 lat.